# Kazuya Murata
Kazuya Murata (jap. 村田 和哉 Murata Kazuya; ur. 7 października 1988) – japoński piłkarz występujący na pozycji napastnika. Obecnie występuje w Shimizu S-Pulse.

## Kariera klubowa
Od 2011 roku występował w klubach Cerezo Osaka i Shimizu S-Pulse.